# ترجمة الكتاب المقدس للغة العربية

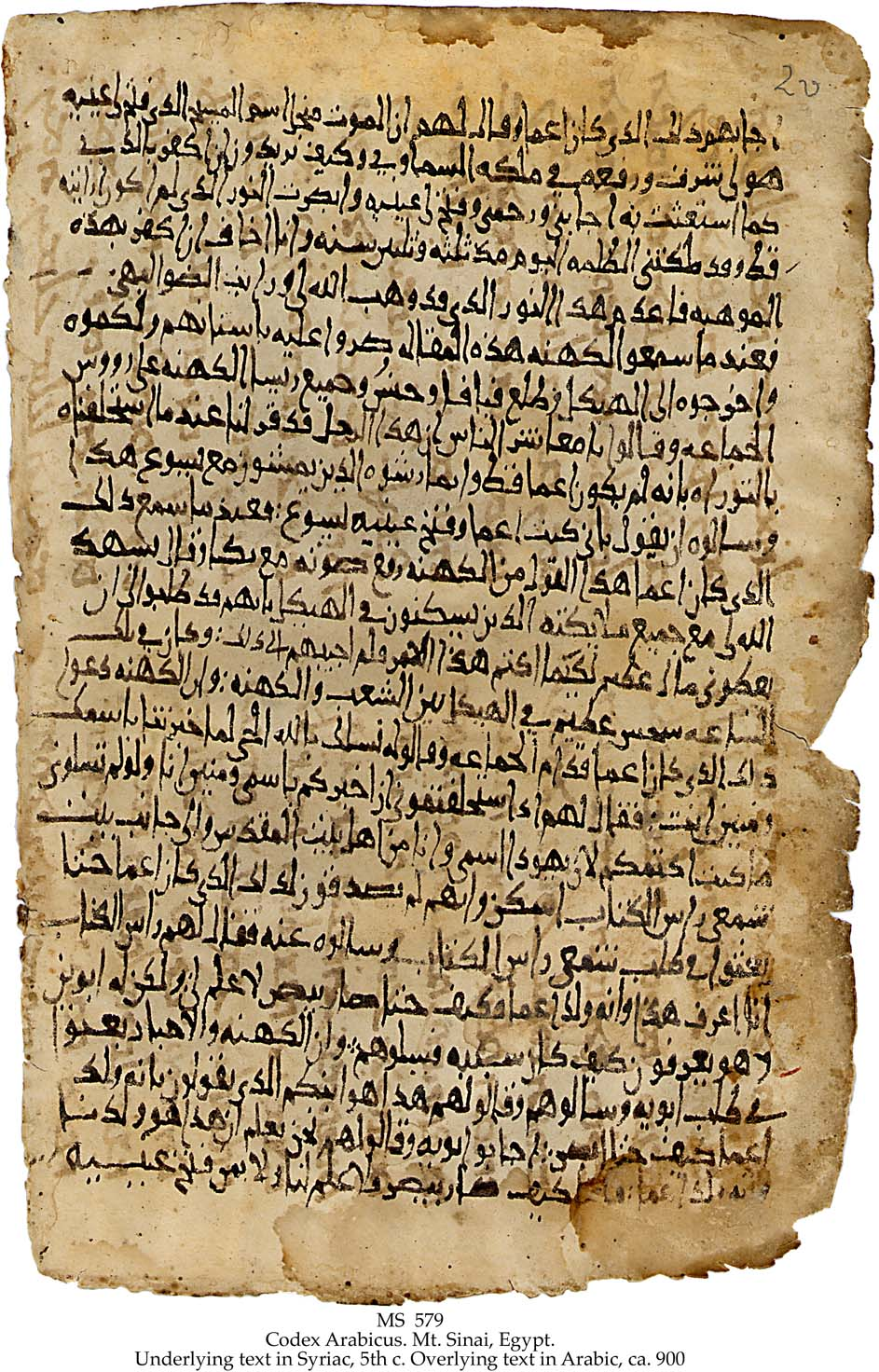
الكتاب المقدس المترجم للعربية كتبت سنة 900 ميلادية

يعود تاريخ ترجمة الكتاب المقدس إلى العربية لمرحلة متقدمة من المرحلة الجاهليّة حسب الإشارات المعروفة. خلال القرن التاسع عشر والقرن العشرين ظهرت الترجمات الحديثة، بعد اكتشاف سلسلة مخطوطات قديمة وتطور علم الترجمة، ومقابلة الكلمات مع اللغة اليونانية القديمة العامة (باللاتينية: Koine). يحاول القائمون على صياغتها الوصول بالمفهوم الإلهي إلى القارئ في أدق كلمات معاصرة وفي أحسن صورها الأدبية مع مراعاة الترجمات الأخرى المألوفة للناس ويحاولون استخدام مفردات لغوية مفهومة من الجميع.

## الترجمات العربية القديمة
- عام 639 تقريباً، طلب القائد العربي عمر بن سعد من البطريرك السرياني الأرثوذكسي يوحنا أن يضع ترجمة الإنجيل في اللغة العربية.
- عام 675 تقريباً، في إسبانيا في إشبيلية، ترجم الأسقف يوحنا الكتاب المقدس عن نسخة فولغاتا التي حررها القديس جيروم.
- عام 867، في مكتبة دير سانت كاترين بسيناء رقم عربي 151. ترجمة أعمال الرسل والرسائل كلها وقد نشرها هارفي ستال عام 1985.
- 687 تقريباً، ترجم حنين بن اسحق الكتاب المقدس النسخة السبعينية اليونانية وهي مفقودة.
- 693 تقريباً، ترجم العالم اليهودي سعيد الفيوم أسفار التوراة الخمسة وأشعيا ونشرت عام 1983.
- 693 تقريباً، ترجم حفص بن البر المزامير بأسلوب شعري. نشرت عام 1994 في فرنسا.
- ترجم أبو الفرج عبد الله بن الطيب (المتوفي عام 1043) الأناجيل الأربعة في إنجيل واحد عن السريانية، طبع بروما عام 1888 ثم ببيروت 1935.
- عام 1125، ترجم هبة الله ابن العسال الأناجيل في الإسكندرية.
- عام 1264، تُرجم العهد الجديد. رومية. طبعه وليم واطس عام 1866 في لندن لفائدة الكنائس الشرقية.
- عام 1516، ترجم المزامير في جنوة إيطاليا.
- عام 1526، ترجم العهد القديم. رومية. طبعه وليم واطس عام 1866 في لندن لفائدة الكنائس الشرقية.
- عام 1573، ترجمت رسالة غلاطية. هايدلبرغ في ألمانيا
- عام 1591، ترجمت الأناجيل الأربعة.
- عام 1625، ترجم العهد الجديد. لايدن، هولندا.
- عام 1654، ترجم أسفار التوراة الخمسة. باريس.
- عام 1657، ترجم أسفار التوراة الخمسة. لندن.
- عام 1671، ترجم الكتاب المقدس بعهديه مع الرسائل والأعمال والرؤيا في التوراة السبعينية. صدرت في رومية. وكان النص العربي مع النص اللاتيني. تكمن أهميتها في أنها أول ترجمة كاملة للكتاب المقدس للغة العربية، ارتكزت الترجمات العربية المهمة للكتاب المقدس اللاحقة التي صدرت في القرن التاسع عشر على مصطلحاتها.
- عام 1706، ترجم المزامير. في حلب، سوريا.
- عام 1725، ترجم المزامير. لندن. جمعية نشر المعارف المسيحية.
- عام 1727، ترجم العهد الجديد. لندن، جمعية نشر المعارف المسيحية.
- عام 1735، ترجم المزامير. الشوير، لبنان.
- عام 1752، ترجم الكتاب المقدس طبعة روفاييل الطوخي عن القبطية بروما.

## الترجمات الحديثة
- عام 1857، لندن. ترجم فارس الشدياق ووليم واطس الكتاب الكنسي المقدس إلى العربية. ونشره من جديد الأب إبراهيم شروخ عام 1982.
- عام 1865، بيروت. ترجم بطرس البستاني والمرسلان الإنجيليان عالي سميث وكرنيليوس فانديك الكتاب المقدس إلى العربية وهذب عباراته وقواعده النحوية ناصيف اليازجي ويوسف الأسير. وأصبحت هذه الترجمة من أشهر الترجمات العربية للكتاب المقدس وأوسعها انتشاراً في البلدان الناطقة بالعربية.[وفقًا لِمَن؟]

وقد قامت الجامعة الأمريكية في بيروت علي قواعد الكلية السريانية البروتستانتية عام 1866, وقد تم تأسيس هذه المدرسة عام 1833.[بحاجة لمصدر] كما زودت بدار طباعة متطورة صارت تنشر ثلاثة آلاف صفحة في الساعة الواحدة، ولديها متحف يحتوي ما يربو علي خمسمائة من الطبعات، من بينها الكتاب المقدس باللغة العربية الذي بدأ مشروعه القس زايلي سميث (1802 - 1857) واستكمل علي يد الدكتور كورنسليوس فان دايك (1819 - 1895) سنة 1864 بمساعدة بعض العلماء اللبنانيين مثل بطرس البستاني (1819 - 1855) والشاعر نصيف اليازجي (1800 - 1871) والشيخ يوسف الأسير (1815 - 1889). وقد أصدرت هذه الدار 72 طبعة من الكتاب المقدس, وما يقرب من نصف مليون نسخة وواحد ونصف مليون صفحة من أسفار الكتاب المقدس وأصحاحاته, مع الشروح ذات الطبيعة الدينية.[بحاجة لمصدر] كذلك أخرج البستاني دائرة المعارف العربية ومعجما عربيا بعنوان محيط المحيط.
- عام 1875 – 1878، الموصل. ترجم الأسقف يوسف إقليموس داود الكتاب المقدس إلى العربية.
- عام 1876، بيروت. ترجم إبراهيم اليازجي والآباء اليسوعيون أوغسطينوس روده وفيليب كوش وجوزيف روز وجوزيف فان هام الكتاب المقدس إلى العربية. تميزت هذه الترجمة بمتانة أسلوب إبراهيم اليازجي وبلاغته وبجمال الإخراج الطباعي. أستعملها كاثوليك الشرق الناطقين باللغة العربية.
- عام 1982 – 1987، بيروت. نشرت الترجمة اليسوعية (1881) المنقحة. والتي قام بها الآباء اليسوعيون انطوان اودو وصبحي حموي ورنيه لافنان.
- عام 1988 نشر كتاب الحياة وبه ترجمة تفسيرية.
- عام 1993، بيروت. نشرت جمعية الكتاب الكنسي المقدس نسخة بصباغة الأسلوب العربي للشاعر يوسف الخال مع آخرين.

### سفر المزامير
يحتوى الكتاب الكنسي المقدس على مزامير وهي نوعان
- منسوب تأليفه إلى داوود النبي.
- عام 1954 بيروت. ترجمه رزق الله عرمان قله إلى العربية نقلاً الترجمة اليونانية السبعينية.
- عام 1996. بيروت. ترجمه الأب عفيف عسيران.
- عام 1961 القاهرة. ترجمه الآباء الدومينيكان الكتاب المقدس إلى العربية.
- عام 1982 القدس ترجمة اللجنة البطريركية لليتورجيا.
- عام 2009 نابلس قام الأب أسيد شلهوب بترجمة الكتاب المقدس إلى العربية.

### العهد الجديد في الكتاب الكنسي المقدس
وهو الجزء الذي أضافه المسيحيين إلى الكتاب المقدس ولا يعترف به اليهود. ويتضمن قصة حياة يسوع وسيرة تلاميذه من بعده. كما يتضمن رسائل أرسلها تلاميذه إلى المسيحيين في بعض المدن الرومانية. يتكون العهد الجديد الكنسي من:
1. قصص حياة يسوع بن مريم في الأناجيل الكنسية الأربعة.
2. أعمال الرسل.
3. رسائل أي خطابات بولس إلى أصدقاءه في البلاد وسماها رسائل إلى الكنائس.
4. رسالة من يعقوب البار.
5. رسالتين من بطرس
6. ثلاث رسائل من يوحنا
7. رسالة من يهوذا غير الاسخريوطى
8. رؤيا يوحنا.

- عام 1903، القدس. نشر تقسيم قراءات العهد الجديد مرتبة حسب أشهر السنة الطقسية وقد قام بتنقيحه بالاستناد إلى الترجمة الإنجيلية واليسوعية والشويرية والنص اليوناني وهبة الله صروف. وقام بننشره من جديد مطرانية بيروت للروم الأرثوذكس عام 1983.
- عام 1953، بيروت. نشرت الترجمة المعروفة بالبوليسية نسبة إلى الأب البوليسي جورج فاخوري، ساهمت هذه الترجمة في ظهور عصر جديد في ترجمات الإنجيل إلى العربية أسلوباً وتبوبياً وإخراجاً.
- عام 1969، بيروت. نشرت المطبعة الكاثوليكية ترجمة للأب صبحي حموي والأب يوسف قوشاقجي وتولى وقام بطرس البستاني مهمة تهذيب العبارات.
- عام 1973 نشرت ترجمة في القاهرة وطبعت في بيروت لجون طومسيون وبطرس عبد الملك. وهي في الأصل تنقيح لترجمة بيروت الإنجيلية (1865) التي صدرت في نشرات مصورة وجمعت في كتاب واحد نقحها الدكتور جبرائيل جبور.
- في عام 1978، بيروت. جمعية الكتاب المقدس. قام بصياغة أسلوبه العربي الشاعر يوسف الخال. وتعتبر هذه الترجمة أول ترجمة عربية وضعتها لجنة من علماء لاهوتيين تنتمي إلى مختلف الطوائف المسيحية من إنجيلية وكاثوليكية وأرثوذكسية.
- عام 1982 بيروت. ترجمه الخوري الماروني يوسف عون إلى العربية عن الترجمة السريانية المعروفة بالفشيطتو.
- عام 1982 كتاب الحياة. وهى ترجمة تفسيرية. قام بها الأستاذان جورج حصني وسعيد باز
- عام 1987 – 1992 الكسليك، لبنان. ترجمه إلى العربية الآباء يوحنا قمير وبطرس القزي ويوحنا خوند وروفائيل مطر. وفي الحواشي شروح إضافية تفسيرية. صدر بطبعة فاخرة.
- عام 1993، نشرت ترجمة الإنجيل الشريف التي صدرت خصيصاً للعرب في شمال إفريقيا. ترجمها إلى العربية صبحي ملك.

### الأناجيل الأربعة
- عام 1935 القاهرة. قام بالترجمة بإشراف الكلية الإكليريكية للأقباط الأرثوذكس.
- عام 1978 القاهرة. قام بها لجنة أرثوذكسية مؤلفة من الأنبا غريغوريوس وزكي شنودة ومراد كامل وباهور لبيب وحلمي مراد نشرته وصدرت عن دار المعارف.
- عام 1991 القدس. ترجمة أبو الطيب القدسي وأسماه «الإنجيل: الترجمة القدسية الأناجيل السنية».

أما بالنسبة للأناجيل الغير كنسية (وهي التي لا تعترف بها الكنيسة مثل، إنجيل المسيح وإنجيل برنابا وإنجيل توما وإنجيل يهوذا وإنجيل بطرس)، فقد أحرقتها السلطات الرومانية (قبل أن تقبل المسيحية) أينما كانت تجدها.

## مقارنة
| الترجمة                                         | سفر التكوين 1:1–3 | إنجيل يوحنا 3:16 |
| ----------------------------------------------- | --- | --- |
| Saadia Gaon سعيد بن يوسف                        | אול מא כׄלק אללה אלסמאואת ואלארץׄ׃ ואלארץׄ כאנת גאמרה̈ ומסתבחרה̈ וטׄלאם עלי וגׄה אלגמר וריח אללה תהבّ עלי וגׄה אלמא׃ ושא אללה אן יכון נור פכאן נור׃ اول ما خلق الله السماوات والارض. والارض كانت غامرة ومستبحرة وظلام على وجه الغمر وريح الله تهبّ على وجه الما. وشا الله ان يكون نور فكان نور. | N.A. |
| Van Dyck (or Van Dyke) فانديك                   | في البدء خلق الله السماوات والأرض. وكانت الأرض خربة وخالية وعلى وجه الغمر ظلمة وروح الله يرف على وجه المياه. وقال الله: «ليكن نور» فكان نور. | لأنه هكذا أحب الله العالم حتى بذل ابنه الوحيد لكي لا يهلك كل من يؤمن به بل تكون له الحياة الأبدية.                                 |
| Book of Life كتاب الحياة                        | في البدء خلق الله السماوات والأرض، وإذ كانت الأرض مشوشة ومقفرة وتكتنف الظلمة وجه المياه، وإذ كان روح الله يرفرف على سطح المياه، أمر الله: «ليكن نور» فصار نور. | لأنه هكذا أحب الله العالم حتى بذل ابنه الوحيد لكي لا يهلك كل من يؤمن به بل تكون له الحياة الأبدية.                                 |
| Revised Catholic الترجمة الكاثوليكية المجددة    | في البدء خلق الله السموات والأرض وكانت الأرض خاوية خالية وعلى وجه الغمر ظلام وروح الله يرف على وجه المياه. وقال الله: «ليكن نور»، فكان نور. | فإن الله أحب العالم حتى إنه جاد بابنه الوحيد لكي لا يهلك كل من يؤمن به بل تكون له الحياة الأبدية.                                  |
| Good News الترجمة المشتركة                      | في البدء خلق الله السماوات والأرض، وكانت الأرض خاوية خالية، وعلى وجه الغمر ظلام، وروح الله يرف على وجه المياه. وقال الله: «ليكن نور» فكان نور. | هكذا أحب الله العالم حتى وهب ابنه الأوحد، فلا يهلك كل من يؤمن به، بل تكون له الحياة الأبدية.                                       |
| Sharif Bible الكتاب الشريف                      | في البداية خلق الله السماوات والأرض. وكانت الأرض بلا شكل وخالية، والظلام يغطي المياه العميقة، وروح الله يرفرف على سطح المياه. وقال الله: «ليكن نور.» فصار نور. | أحب الله كل الناس لدرجة أنه بذل ابنه الوحيد لكي لا يهلك كل من يؤمن به، بل ينال حياة الخلود.                                        |
| Easy-to-read Version النسخة سهل للقراءة         | في البدء خلق الله السماوات والأرض. كانت الأرض قاحلة وفارغة. وكان الظلام يلفّ المحيط، وروح الله تحوّم فوق المياه. في ذلك الوقت، قال الله: «ليكن نور.» فصار النور. | فقد أحبّ الله العالم كثيرا، حتى إنه قدّم ابنه الوحيد، لكي لا يهلك كل من يؤمن به، بل تكون له الحياة الأبدية.                          |
| True Meaning Arabic المعنى الصحيح لإنجيل المسيح | في البدء، عندما خلق الله السّماوات والأرض، كانت الأرض بلا شكل تعمّها الفوضى، ويهيمن عليها الظلام وتغطّي المياه أعماقها. وسرت نفحات روح الله على وجه المياه. وبكلمة من الله تعالى أمر النّور "كن" فيكون.                                                                                   | لقد أحبّ الله كلّ البشر حتّى إنّه ضحّى بالابن الرّوحيّ الفريد له تعالى فداءً لهم، فلا خوف على المؤمنين به من الهلاك، لأنّ مصيرهم دار الخلد. |

## معرض الصور

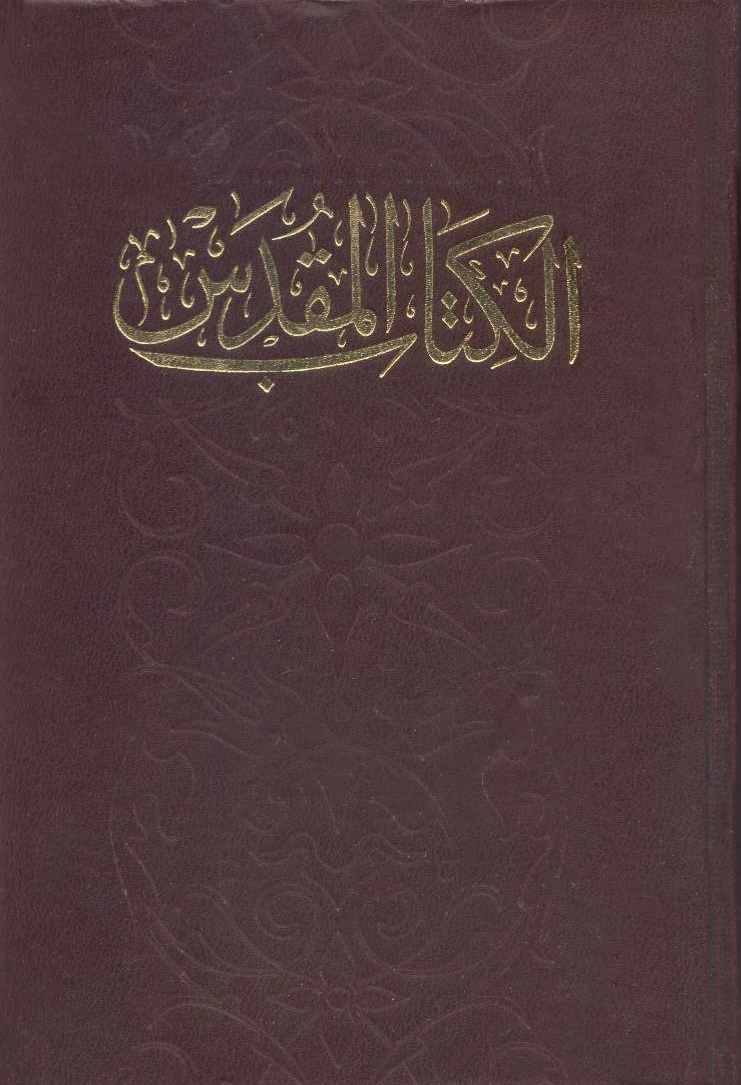
ترجمة فانديك للكتاب المقدس، وهي نسخة بروتستانتية تطبعها دار الكتاب المقدس في مصر.
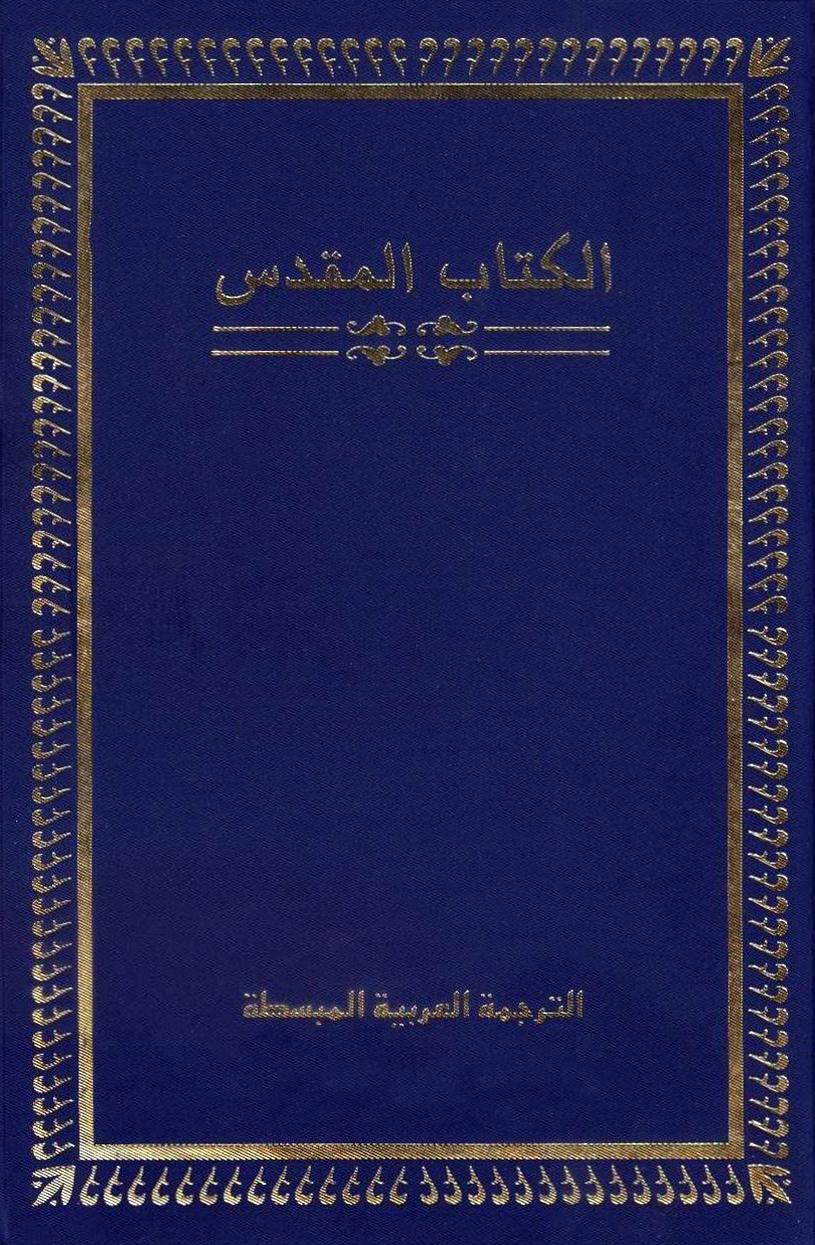
الترجمة العربية المبسطة للكتاب المقدس، يطبعها المركز العالمي لترجمة الكتاب المقدس.